# Magnus Wernblom
Magnus Wernblom (né le 3 février 1973 à Kramfors) est un ancien joueur professionnel suédois de hockey sur glace.

## Carrière en club
Formé au Kramfors-Alliansen, il commence en senior avec le MODO hockey en Elitserien en 1990. Il est choisi en neuvième ronde en 207e position par les Kings de Los Angeles lors du repêchage d'entrée 1992 dans la Ligue nationale de hockey. Il a toujours porté les couleurs de MODO hormis un passage de 2004 à 2007 où il a porté les couleurs du Skellefteå AIK dont il a été capitaine. Il a terminé à quatre reprises second du championnat avec le club d'Örnsköldsvik. Il met un terme à sa carrière en 2009.

## Carrière internationale
Il a représenté la Suède.

## Trophées et honneurs personnels
Elitserien
- 2000 : termine meilleur buteur des séries éliminatoires.
- 2000 : participe au Match des étoiles.
- 2003 : termine meilleur buteur.
- 2001 : participe au Match des étoiles.

Sweden Hockey Games
- 1999 : nommé dans l'équipe type.

Allsvenskan
- 2005 : termine meilleur buteur.

## Statistiques
Pour les significations des abréviations, voir Statistiques du hockey sur glace.

### En club
| Saison    | Équipe         | Ligue       |    | Saison régulière | Saison régulière | Saison régulière | Saison régulière | Saison régulière |    | Séries éliminatoires | Séries éliminatoires | Séries éliminatoires | Séries éliminatoires | Séries éliminatoires |
| Saison    | Équipe         | Ligue       | PJ | B                | A                | Pts              | Pun              | PJ               | B  | A                    | Pts                  | Pun                  |                      |                      |
| 1990-1991 | MODO hockey    | Elitserien  | 16 | 4                | 2                | 6                | 8                |                  |    |                      |                      |                      |                      |                      |
| 1991-1992 | MODO hockey    | Elitserien  | 35 | 7                | 6                | 13               | 50               |                  |    |                      |                      |                      |                      |                      |
| 1992-1993 | MODO hockey    | Elitserien  | 37 | 8                | 3                | 11               | 36               |                  |    |                      |                      |                      |                      |                      |
| 1993-1994 | MODO hockey    | Elitserien  | 39 | 14               | 9                | 23               | 46               |                  |    |                      |                      |                      |                      |                      |
| 1994-1995 | MODO hockey    | Elitserien  | 38 | 12               | 10               | 22               | 50               | --               | -- | --                   | --                   | --                   |                      |                      |
| 1995-1996 | MODO hockey    | Elitserien  | 28 | 16               | 8                | 24               | 50               | 8                | 3  | 0                    | 3                    | 14                   |                      |                      |
| 1996-1997 | MODO hockey    | Elitserien  | 50 | 26               | 9                | 35               | 78               | --               | -- | --                   | --                   | --                   |                      |                      |
| 1997-1998 | MODO hockey    | Elitserien  | 44 | 18               | 12               | 30               | 64               |                  |    |                      |                      |                      |                      |                      |
| 1998-1999 | MODO hockey    | Elitserien  | 42 | 20               | 13               | 33               | 100              | 9                | 1  | 3                    | 4                    | 12                   |                      |                      |
| 1999-2000 | MODO hockey    | Elitserien  | 49 | 20               | 10               | 30               | 84               |                  |    |                      |                      |                      |                      |                      |
| 2000-2001 | MODO hockey    | Elitserien  | 45 | 13               | 6                | 19               | 36               | 7                | 4  | 1                    | 5                    | 20                   |                      |                      |
| 2001-2002 | MODO hockey    | Elitserien  | 42 | 14               | 16               | 30               | 75               | 10               | 3  | 1                    | 4                    | 18                   |                      |                      |
| 2002-2003 | MODO hockey    | Elitserien  | 45 | 26               | 19               | 45               | 48               | 6                | 3  | 1                    | 4                    | 14                   |                      |                      |
| 2003-2004 | MODO hockey    | Elitserien  | 47 | 14               | 11               | 25               | 88               | 3                | 1  | 2                    | 3                    | 29                   |                      |                      |
| 2004-2005 | Skellefteå AIK | Allsvenskan | 39 | 20               | 25               | 45               | 63               |                  |    |                      |                      |                      |                      |                      |
| 2005-2006 | Skellefteå AIK | Allsvenskan | 42 | 37               | 21               | 58               | 71               |                  |    |                      |                      |                      |                      |                      |
| 2006-2007 | Skellefteå AIK | Elitserien  | 49 | 25               | 10               | 35               | 79               |                  |    |                      |                      |                      |                      |                      |
| 2007-2008 | MODO hockey    | Elitserien  | 54 | 27               | 11               | 38               | 98               | 3                | 0  | 0                    | 0                    | 31                   |                      |                      |
| 2008-2009 | MODO hockey    | Elitserien  | 17 | 2                | 2                | 4                | 30               | --               | -- | --                   | --                   | --                   |                      |                      |

### En équipe nationale
| Année | Équipe    | Compétition |   | PJ | B | A | Pts | Pun               |  | Résultats |
| 1991  | Suède Jr. | CE Jr.      | 4 | 4  | 3 | 7 | 36  | Quatrième         |  |           |
| 1993  | Suède Jr. | CM Jr.      | 7 | 2  | 3 | 5 | 24  | Médaille d'argent |  |           |